# جين الحافي
هاداشي نو جين (はだしのゲン 'Hadashi no Gen'، "جين الحافي"). صدرت باللغة الإنجليزية تحت عنوان (Barefoot Gen) ، هي قصة مصورة يابانية ألفه الكاتب الروائي الياباني كايجي ناكازاوا (بالإنجليزية:Keiji Nakazawa) والمخرج السيد نوري ماساكي (Mori Masaki) ، ومن ثم أنتج الفيلم الأنمي الياباني عام 1983م ، والذي تدور حول الوضع الإنساني المتدهور في مدينة هيروشيما قبل أن تلقي الضربة النووية على المدينة اليابانية.

## القصة
تتحدث القصة عن الوضع الإنساني المتدهور في هيروشيما اليابانية، ويتكون العائلة من الأب دايكيشي والأم الحاملة كيمي والأخت إيكو والإخوان هما جين وشينجي، وكانوا يسكنون في بيت متواضع، والناس كانوا يزدحمون أمام بوابة أحد المخابز للحصول على الخبز، في ظل الحصار العسكري داخل اليابان حتى اليوم السادس من أغسطس عام 1945م، قامت طائرة حربية أمريكية بالضربة بإلقاء القنبلة النووية على هيروشيما، حيث أحترق جميع الناس إلا أن جين يبحث عن عائلته وهم تحت نيران داخل منزلهم، حيث مات الأب والأخت والأخ الأصغر شينجي ومازالت الأم حاملة، وتبدأ الحياة المعيشية الصعبة، حيث أن الجيش الياباني يقومون بانتشال الجثث الملوثة بالإشعاع النووي، وصراخ الطفل الصغير بحثا عن الحليب

## أداء الأصوات
- إيسيه ميازاكي في دور جين ناكوتا بطل الفيلم وهو الأبن الأكبر .
- تاكاو إينوي في دور والد جين ناكوتا داكيشي ناكوتا .
- يوشي شيمامورا في دور الأم كيمي ناكوتا.
- سيكو ناكانو في دور الأخت الكبرى إيكو ناكوتا .
- ماساكي كودا في دور الشقيق الأصغر شينجي ناكوتا .

### الدبلجة الإنجليزية
قام الفريق الغربي بترجمة الفيلم الأنمي جين الحافي إلى اللغة الإنجليزية ، بحيث أدت الأصوات الممثلة كاترينا باتيستون دور جين.

## القرص المرن DVD
صدرت القرن المرن بتاريخ السادس من أغسطس عام 2005م من قبل شركة جينيون.

## وصلات خارجية
- جين الحافي على موقع IMDb (الإنجليزية)
- جين الحافي على موقع روتن توميتوز (الإنجليزية)
- جين الحافي على موقع ألو سيني (الفرنسية)
- جين الحافي على موقع فيلمافينيتي (الإسبانية)
- جين الحافي على موقع قاعدة بيانات الفيلم (الإنجليزية)
- جين الحافي على موقع ليتربوكسد (الإنجليزية)
- جين الحافي على موقع كينوبويسك (الروسية)
- جين الحافي على موقع ANN anime (الإنجليزية)